# Santuario di Santa Maria delle Stelle
Il santuario di Santa Maria delle Stelle si trova a Cagli, in Italia.

## Descrizione
Il santuario di Santa Maria delle Stelle, eretto dal Comune di Cagli nel 1495 attorno alla celletta dove apparve, il 22 luglio 1494, la Vergine Maria, ha una pianta a croce greca di precoce derivazione dal modello che nel 1485 Giuliano da Sangallo utilizza a Prato per la chiesa di Santa Maria delle Carceri e che costituisce in tal senso la prima esperienza rinascimentale. Il tema della croce greca è in quegli anni particolarmente vivace poiché è la pianta centrale che Bramante propone agli inizi del Cinquecento per la maggiore chiesa di Roma e della cristianità: San Pietro.
Il monumentale santuario cagliese, seppure privo dell'ampia cupola demolita già nel 1712, ha quali elementi di maggiore pregio la notevole architettura che molto si giova dei candidi paramenti in pietra finemente lavorati che si stagliano cromaticamente contro i prati circostanti nonché la celletta con fregi federiciani e affreschi trecenteschi del Maestro di Monte Martello. Affreschi, questi ultimi, la cui cifra stilistica rafforza la triangolazione Cagli-Gubbio-Fabriano con il Maestro di Campodonico di Fabriano e il Palmerucci di Gubbio e ancor di più Mello da Gubbio il cui capolavoro è nella chiesa duecentesca di San Francesco di Cagli.
All'interno del santuario, con le alte volte a botte, è l'antica Celletta o Maestadella che in seguito al miracolo del 1494 fu inglobata nel Santuario. Qui sono gli affreschi dell'artista conosciuto come il Maestro di Monte Martello la cui voce, afferma il Donnini, «si leva altissima fra quante animarono il movimento proscenico della pittura regionale del Trecento».
La chiesa mostra tracce di ulteriori affreschi, in buona parte cinquecenteschi, da poco tornati alla luce nella loro interezza e perciò largamente inediti.
| Controllo di autorità | VIAF (EN) 235711418 |